# Carhart-Vierfaktorenmodell
In der Kapitalmarkttheorie ist das Carhart-Vierfaktorenmodell eine von Mark Carhart vorgeschlagene Ergänzung des Fama-French-Dreifaktorenmodells um einen Momentum-Faktor. Momentum beschreibt die Dynamik oder Stärke von Preisänderungen handelbarer Instrumente.

## Entwicklung
Die monatlichen Momentum-Faktor (MOM) Renditen können berechnet werden, indem man die um einen Monat verzögerten Renditen des gleichgewichteten Durchschnitt der Aktien mit der niedrigsten Performance von den Renditen des gleichgewichteten Durchschnitt der Aktien mit der höchsten Performance subtrahiert. Eine Aktie hat Momentum, wenn ihre vorherigen 12-Monats-Durchschnittsrenditen positiv waren. Ähnlich wie beim Drei-Faktoren-Modell ist der Momentum-Faktor durch ein sich selbst finanzierendes Portfolio aus (Long positives Momentum) + (Short negatives Momentum) definiert (Carhart, 1997). Momentum ist eine beliebte Handelsstrategie, die historisch hohe Renditen erwirtschaftete.
Das Vier-Faktoren-Modell wird häufig als aktives Management- und Investmentfonds-Bewertungsmodell verwendet, da es einen hohen Beitrag zur besseren Erklärung der Renditen liefert.